# Leptopsyllus herdmani
Leptopsyllus herdmani is een eenoogkreeftjessoort uit de familie van de Paramesochridae. De wetenschappelijke naam van de soort is voor het eerst geldig gepubliceerd in 1900 door Thompson I.C. & Scott A..